# Karl Jansen
Karl Jansen, född 28 maj 1908 i Eickel, död 13 november 1961 i Essen, var en tysk tyngdlyftare.
Jansen blev olympisk bronsmedaljör i 67,5-kilosklassen i tyngdlyftning vid sommarspelen 1936 i Berlin.